# تاکی تاکی (ترانه)
«تاکی تاکی» (به انگلیسی: Taki Taki) تک‌آهنگی از هنرمند اهل فرانسه، دی‌جی اسنیک به همراه سلنا گومز، کاردی بی و اوسونا است. این تک آهنگ در ۲۸ سپتامبر ۲۰۱۸ منتشر شد.
در ماه ژوئیه ۲۰۱۸، کاردی بی همکاری با دی‌جی اسنیک، اوزونا و سلنا گومز را تأیید کرد.ماه بعد، سلنا گومز یک صحنه پشت صحنه را به فیلم ضبط موزیک آهنگ که در لس آنجلس فیلمبرداری شده‌است، ترسیم کرد.
این موزیک ویدیو تاکنون حدود 2 میلیارد بازدیدکننده در یوتیوب داشته است.